# ダンケルク条約
ダンケルク条約（ダンケルクじょうやく、英: Treaty of Dunkirk）は、1947年3月4日にイギリスとフランスが第二次世界大戦後のドイツによる攻撃に備えるための同盟および相互援助の条約として締結した。1947年9月8日に発効し、条文によれば50年間有効とされた。
マーク・トラクテンバーグによれば、ドイツによる脅威はソビエト連邦に対する防衛の口実であったとされる。
その後、1948年にブリュッセル条約が締結され、ベルギー、フランス、ルクセンブルク、オランダ、イギリスにより西側同盟が結成されたが、1954年にブリュッセル条約が修正され、イタリアと西ドイツが承認され、1955年に西欧同盟になった。